# 中国—阿根廷关系
中國—阿根廷關係（西班牙語：Relaciones Argentina-República Popular de China）當前是指中華人民共和國和阿根廷之間的外交關係。兩國於1972年3月19日建交。阿根廷於北京設有大使館，於香港、上海及廣州設有總領事館。中國於布宜諾斯艾利斯設有大使館。

## 历史
清朝宣统元年（1909年），阿根廷政府决定在上海开设总领事馆，但因为尚未与清建交，清廷只允许其派驻商务委员。
1945年，中华民国与阿根廷建立大使級外交關係，直至1972年阿根廷与中华人民共和国建交。
2016年，中国在阿根廷拉斯拉哈斯建设了内乌肯深空测控站。
2022年，是中国与阿根廷建交50周年，2月6日，阿根廷总统阿尔韦托·费尔南德斯到访中国出席北京冬奥会开幕式，并在北京人民大会堂与中共中央总书记、中国国家主席习近平举行会见，双方发表了《中华人民共和国和阿根廷共和国关于深化中阿全面战略伙伴关系的联合声明》，并签署《中华人民共和国政府与阿根廷共和国政府关于共同推进丝绸之路经济带和21世纪海上丝绸之路建设的谅解备忘录》等一系列合作文件。
2023年6月2日，中国和阿根廷两国政府代表在北京签署了《中华人民共和国政府与阿根廷共和国政府关于共同推进“一带一路”建设的合作规划》。

## 政治
在马尔维纳斯群岛主权问题上“中国坚定支持阿根廷对马岛主权要求”，并希望英国与阿根廷通过和平谈判解决国与国之间的领土争端。

## 經貿合作
据中華人民共和國海关统计，2017年中、阿贸易额達138.09亿美元，其中中方出口90.67亿美元，进口47.42亿美元，同比2016年分别增长12.1%、25.9%、–7.4%。2018年1—11月双边贸易额110.7亿美元。阿根廷是中國在拉美第五大贸易伙伴，中國亦為阿根廷第三大贸易伙伴。中國主要向阿根廷出口机械设备、电器和电子产品、计算机和通讯设备、摩托车、纺织服装等商品，主要從阿根廷进口大豆、原油、皮革等商品。截至2023年，中国是阿根廷第二大贸易伙伴、第一大进口来源国以及最大农产品出口市场。
2004年11月，阿根廷宣布承认中国的市场经济地位。2018年12月，中国人民银行与阿根廷央行签署人民币及阿根廷比索双边本币互换补充协议，本币互换额度从700亿人民币扩大到1300亿人民币。
2023年4月26日，阿根廷经济部长宣布，阿根廷将停止使用美元来支付从中国进口的商品，转而使用人民币结算。哈維爾·米萊擔任阿根廷總統後，中方搁置了中国和阿根廷两国央行之间约65亿美元的货币互换协议安排。2024年6月，阿根廷与中华人民共和国续签货币互换协议。

## 文化交流
自中国於1981年在阿根廷舉辦「中國版畫展」，阿根廷於華舉辦1988年阿根廷20世纪绘画展以來，兩國文化交流頻繁。
2010年6月10日，阿根廷外交部长塔亚纳作为阿方代表出席中國上海世博会阿根廷国家馆日活动。世博会期间，阿根廷国家馆共接待了超过400万人次参观，成为接待参观人数最多的拉美国家馆。2012年6月，中国国务院总理温家宝访問阿根廷期间，双方联合举行庆祝中阿建交40周年文化活动。2013年10月，上海国际艺术节期间举办「阿根廷周」活动，阿根廷外长蒂梅尔曼出席开幕式。

## 太空合作
2014年，中國與阿根廷政府簽署協定，在阿根廷內烏肯省拉斯拉哈斯市建深空測控站——阿根廷深空站（CLTC-CONAE-NELQUEN），該站擁有一座35米直徑天線， 於2017年落成並投入使用，用於中阿雙方對外層空間的和平開發和利用，這是中國在海外的首個深空測控站。该合作协议签订期限为50年。并规定了阿根廷国家太空活动委员会的科学家保证可以使用天线运作时间的10%资源。
当地居民、记者、智库和美国政府等许多人都担心该站可能被用于军事或信号情报目的，并认为阿根廷政府没有对中国使用这个测控站尽到监管工作，但其他人则对这种观点提出质疑或持保留态度。而中国方面则对于“军事化”的观点予以驳斥。
2024 年，美国大使马克·斯坦利公开抱怨该站后，据报道，哈维尔·米莱政府希望检查该站是否遵守合作协议。后来，该消息被淡化为一次“访问”，并于4月18日进行了访问。

## 外部連結
- 中華人民共和國駐阿根廷共和國大使館官方網站（简体中文）（西班牙文）
  - 中華人民共和國駐阿根廷共和國大使館經濟商務處官方網站（简体中文）
- 阿根廷駐華大使館官方網站（简体中文）（西班牙文）（英文）